# Miroslav Vrábel
Miroslav Vrábel (* 8. ledna 1966) je bývalý slovenský fotbalový brankář.

## Fotbalová kariéra
V československé lize hrál za Tatran Prešov. Nastoupil ve 39 ligových utkáních.

## Ligová bilance
| Ročník                                      | Zápasy | Góly | Minuty | Nuly | Klub          |
| ------------------------------------------- | ------ | ---- | ------ | ---- | ------------- |
| 1. slovenská národní fotbalová liga 1988/89 | 6      | 0    | –      | –    | Tatran Prešov |
| 1. československá fotbalová liga 1990/91    | 15     | 0    | 1 350  | 4    | Tatran Prešov |
| 1. československá fotbalová liga 1991/92    | 20     | 0    | 1 786  | 6    | Tatran Prešov |
| 1. československá fotbalová liga 1992/93    | 4      | 0    | 285    | 0    | Tatran Prešov |
| CELKEM 1. liga                              | 39     | 0    | 3 421  | 10   |               |